# Битка на реци Иори
Битка на реци Иори такође позната као Какабетска битка одиграла се 19. новембар 1800. године поводом упада у границе Картли-Кахетинског царства (Грузија) аварске војске Ума-хана који је заједно са грузијском опозицијом која се дигла против грузијског цара Александра, и претрпла пораз од два руска батаљона које су предводили генерал-мајори Иван Лазарев и Всилија Гуљакова, у садејству са домаћим снагама гузијске војске коју су предводили грузијски принчеви Јован и Баграта.Победа на реци Иори у значајној мери је утицала умирућег Картли-Кахетинског цара Георгија XII који је као, изразио своју последњу жељу да његова држава уђе у састав руског царства.

## Позадина
С краја XVIII века Картли-Кахетинско царство (Грузија) било је предмет честих напада Персијских и Отоманских (из правца Ахалцихе) царстава, а такође је било изложено систематским нападима севернокавказких горштака. Такве околности изазвале су непоправљиву како материјалну штету тако и штету у погледу људских ресурса Грузије. У исто време, у царству је дошло до унутрашњих борби између чланова владајуће династије Багратион која је добила неочекивани обрт после смрти цара Ираклија II и доласка на престо његовог сина из другог брака Георгија XII. Упрко с чињеници да су напади горштака прочинили велику материјалну штету његовом царствау, Георгије је да би се заштитио од својих побуње браће био принуђен да услужбу узме уз пристојну плату 7000 горштака (корпус Лезгина), уз намерно игнорисање неких њихових испаде(укључујући насиље и пљачке), чак и у самом Тбилисију.Најутицајнији владар на том простору био је дгестански Ума-хан V(Омар-хан) аварском хану Георгије је био дужан да плаћа годишњи данак (у виду поклона) у износу од 5000 рубаља, како би тиме спречио даље упаде и поштедео своје царство даљих пљачки и разарања, али су неки дагестански владари настављали са упадима у дубину грузијске земље.Народ је бивао све више оптерећен прекомерним порезима који су уведени а централна управа је до крајњих граница била пољуљана и фактички била скроз укинута.
“Сваки принц, било краљица, принцеза, сваки рођак краљевске да поштује, тзв Барат (Уредба), о одузимању трговцима, сељацима од оног најбељег чиме располажу ...“
Скромни извештај -генарал лајнтанат Коноринга, од 28. јула 1801. године за № 1
Уз све то, почетком 1798. године у Источној Гризији долази до избијања епидемије куге која се веома брзо шроширила на остатак земље. С обзиром на све ове недаће, велики део становништва био је принуђен да напусти своју земљу.
Истовремено, руски цар Павле још увек није признавао Георгија као законитог Карли-Кахетинског цара, и за разлику од георгијвског споразума, који је био закључен између Катарине II и Ираклија II којим Грузија долази под руски протекторат, Павле је одбио да пружи било какву помоћ овој кавкаској држави. Године 1798. Персијски шах Фехт-Али (Баба-хан или Бабад-хан) понудио је Георгију своју заштиту, иначе, нека зна да ће персијска војска поново разарати његову земљу и престоницу.Не надајући се помоћи од Русије,Георгије је исте године тајно послао турском султану Абдул-Хамиду I кнеза Аслан-Орбелиана како би се обратио у Георгијево име и затражио покровитељство од Порте.Међутим, у исто време док се изасланик још налазио у Ахалцихеу, из Снкт Петербурга у Тбилиси је стигао Георгијев син Давид., који је своме оцу саопштио о “милостивом расположењу цара Павла према Гергију.”Георгије је одмах наредио да се Орбелан врати, и Павлу упутио исту молбу и објаснио систуацију, тражећи да му пошаље 3000 (у другој молби 5000 ), руских војника “са оружјем и свом потребном опремом”.